# Règles du théâtre classique
Cet article traite des règles qui régissent le théâtre classique français.
Le théâtre de la seconde moitié du XVIIe siècle est souvent appelé théâtre classique (différent du théâtre baroque) parce qu'il répond à un ensemble de règles inspirées du théâtre antique. D'abord tacites, ces règles, connues sous le nom de règles des trois unités, furent formulées explicitement par l'abbé d'Aubignac et avant lui par l'érudit italien Jules César Scaliger et furent préconisées en 1630 dans la Lettre sur l’art dramatique de Jean Chapelain, conseiller du cardinal Richelieu. Régentant une bonne part du langage théâtral de l'époque, elles sont caractéristiques de ce qu'on appela plus tard le théâtre classique. Elles sont introduites en 1634 dans le chef-d’œuvre de Jean Mairet, Sophonisbe.
Boileau, dans L'Art poétique (chant 3, vers 45-46), en 1674, résume en vers ces contraintes : 
Qu'en un lieu, qu'en un jour, un seul fait accompli

Tienne jusqu'à la fin le théâtre rempli.

## La règle des trois unités

### En un jour: l'unité de temps
L’action ne doit pas dépasser une « révolution de soleil » d'après Aristote et de 12 à 30 heures selon les théoriciens. L'idéal du théâtre classique veut que le temps de l'action corresponde au temps de la représentation. C'est Racine qui s'en est le plus approché, dans Athalie. Eugène Ionesco l'a également fait dans La Cantatrice chauve ; même si elle est vue par l'auteur comme une anti-pièce, elle en respecte paradoxalement l'unité de temps.

### En un lieu: l'unité de lieu
Toute l'action doit se dérouler dans un même lieu (un décor de palais par exemple pour une tragédie ou un intérieur bourgeois pour une comédie). Cette règle a connu une évolution vers une plus grande rigueur après 1645. Auparavant, l'action pouvait avoir lieu dans différents lieux d'un même lieu d'ensemble, une ville par exemple. Par la suite, l'unité de lieu s'est resserrée autour d'un lieu unique représenté par la scène.

### Un seul fait: l'unité d'action
Tous les événements doivent être liés et nécessaires, de l'exposition jusqu'au dénouement de la pièce. L'action principale doit être ainsi développée du début à la fin de la pièce, et les actions accessoires doivent contribuer à l’action principale et ne peuvent être supprimées sans lui faire perdre son sens.

### Rôles de la règle des trois unités
Cette règle a pour but de ne pas éparpiller l'attention du spectateur avec des détails comme le lieu ou la date, l'autorisant à se concentrer sur l'intrigue pour mieux le toucher et l'édifier. Elle permet à la fois de respecter la bienséance (et ainsi de ne pas choquer le spectateur) et de donner un caractère vraisemblable aux faits représentés et ainsi, satisfaire le spectateur du XVIIe siècle.
Unité d'action : (appelée aussi unité de péril) La pièce ne met en scène qu'une seule action principale. Il peut y avoir des intrigues secondaires mais ces dernières doivent trouver leur résolution au plus tard en même temps que l'action principale. Une fois échappé au danger qui le menace, le héros ne doit pas affronter un nouveau péril qui n'est pas une conséquence directe du premier.
Unité de temps : (appelée aussi unité de jour ou la règle des 24 heures) Toute l'action représentée est censée avoir lieu dans un seul jour. Racine voulait rapprocher le plus possible la durée de la représentation à la durée de l'histoire (c'est-à-dire environ trois heures) mais Corneille voyait la question de façon plus large et admettait que certaines de ses pièces dépassassent légèrement les 24 heures.
Unité de lieu : Toute l'action représentée se déroule dans un seul endroit. On ne peut pas montrer un champ de bataille et ensuite l'intérieur d'un palais. Pour la tragédie, on choisit le plus souvent une salle commune à l'intérieur d'un palais mais Corneille croyait qu'on pouvait représenter différentes salles dans un même palais. La comédie préfère une salle dans une maison bourgeoise ou un carrefour public. L'unité de lieu exige des récits de ce qui se passe ailleurs, les récits de combats notamment (où la question de la bienséance joue aussi).

## La règle de bienséance
L'acteur ne doit pas choquer le spectateur (pas de présence de sang sur la scène). De ce fait violence et intimité physique sont exclues de la scène. Les batailles et les morts doivent se dérouler hors scène et être rapportées aux spectateurs sous forme de récits. Il existe quelques exceptions, telle que la folie d'Oreste dans Andromaque de Racine, qui est restée célèbre. Le suicide de Phèdre quant à lui respecte bien la règle de bienséance puisqu'elle s'empoisonne, sa mort n'est donc pas choquante.
Boileau la résume ainsi :
« Ce qu'on ne doit point voir, qu'un récit nous l'expose :

Les yeux en le voyant saisiraient mieux la chose ;

Mais il est des objets que l'art judicieux

Doit offrir à l'oreille et reculer des yeux. »

## La catharsis
Elle correspond à la purgation des passions. Autrement dit, le spectateur doit être touché et doit pouvoir se sentir concerné par ce qui se déroule sur la scène.
Elle est décrite par Boileau ainsi :
« Que dans tous vos discours la passion émue

Aille chercher le cœur, l'échauffe et le remue. »

## Contestations
André Mareschal et Georges de Scudéry ne veulent pas de ces « étroites bornes » du lieu, ni de celles du temps, ni de celles de l'action. Jean de Sismondi, ami de madame de Staël, appelait les deux premières « unités du salon et du cadran ».
Des auteurs comme Pierre Corneille ont pris des libertés dans le respect de ces règles. L'illusion comique, où l'action semble se dérouler en plusieurs lieux et en plus de vingt-quatre heures, en est un bon exemple. Également dans la célèbre préface de Cromwell, Victor Hugo critique les unités de lieu et de temps, ainsi que la vraisemblance de la tragédie classique.
Théoriciens classiques : 
- La Ménardière avec une Poétique parue en 1639
- François Hédelin, abbé d'Aubignac avec sa Pratique du théâtre publiée en 1657
- Pierre Corneille avec le Discours sur le poème dramatique dont le troisième discours Discours. Des trois unités ; d'action, de jour, et de lieu publié en 1660

Tous les théoriciens s'inspirent d'Aristote.